# Métrolinie 1 (Paris)
| Karte |                      |                                                 |                                                 |
| Streckenlänge: | 16,5 km              |                                                 |                                                 |
| Spurweite: | 1435 mm (Normalspur) |                                                 |                                                 |
| |                      |                                                 |                                                 |
| Eröffnung: | 1900                 |                                                 |                                                 |
| Fahrgäste (täglich): | 715.000              |                                                 |                                                 |
| Stationen: | 25                   |                                                 |                                                 |
| \| \| \| Wende- und Abstellgleise \| \| \| \| \| La Défense \| \| \| \| \| Esplanade de la Défense \| \| \| \| \| \| \| \| \| \| Seine \| \| \| \| \| \| \| \| \| \| Pont de Neuilly \| \| \| \| \| Les Sablons \| \| \| \| \| Wende- und Abstellgleise \| \| \| \| \| Porte Maillot (ab 15. November 1936) \| \| \| \| \| ehem. Betriebshof Maillot mit Wendeschleife \| \| \| \| \| Porte Maillot (bis 15. November 1936) \| \| \| \| \| Argentine \| \| \| \| \| ehem. Verbindungsgleis zur Linie 2 \| \| \| \| \| Charles de Gaulle – Étoile \| \| \| \| \| Verbindungsgleis zur Linie 6 \| \| \| \| \| George V \| \| \| \| \| Franklin D. Roosevelt \| \| \| \| \| Champs-Élysées – Clemenceau \| \| \| \| \| Verbindungsgleis zur Linie 8 \| \| \| \| \| Concorde \| \| \| \| \| Tuileries \| \| \| \| \| Palais Royal – Musée du Louvre \| \| \| \| \| Louvre – Rivoli \| \| \| \| \| Châtelet \| \| \| \| \| Hôtel de Ville \| \| \| \| \| Saint-Paul \| \| \| \| \| Bastille \| \| \| \| \| Verbindungsgleis zur Linie 5 \| \| \| \| \| Gare de Lyon \| \| \| \| \| RER A \| \| \| \| \| Reuilly – Diderot \| \| \| \| \| ehem. Verbindungsgleis zur Linie 2 \| \| \| \| \| Nation \| \| \| \| \| Verbindungsgleis zur Linie 6 \| \| \| \| \| ehem. Verbindungsgleis zur Linie 6 \| \| \| \| \| Porte de Vincennes \| \| \| \| \| ehem. Verbindungsgleis zum Betriebshof Charonne \| \| \| \| \| Petite Ceinture \| \| \| \| \| Saint-Mandé \| \| \| \| \| RER A \| \| \| \| \| Bérault \| \| \| \| \| Château de Vincennes \| \| \| \| \| Wende- und Abstellgleise \| \| \| \| \| RER A \| \| \| \| \| Betriebshof Fontenay \| \| \| \| \| Verlängerung nach Val de Fontenay \| \| |                      |                                                 |                                                 |
| U-Bahn-Betriebsstelle Streckenanfang (im Tunnel) |                      | Wende- und Abstellgleise                        | Wende- und Abstellgleise                        |
| U-Bahn-Bahnhof (im Tunnel) |                      | La Défense                                      | La Défense                                      |
| U-Bahn-Haltepunkt / Haltestelle (im Tunnel) |                      | Esplanade de la Défense                         | Esplanade de la Défense                         |
| U-Bahn-Tunnelende |                      |                                                 |                                                 |
| |                      | Seine                                           |                                                 |
| U-Bahn-Tunnelanfang |                      |                                                 |                                                 |
| U-Bahn-Haltepunkt / Haltestelle (im Tunnel) |                      | Pont de Neuilly                                 | Pont de Neuilly                                 |
| U-Bahn-Haltepunkt / Haltestelle (im Tunnel) |                      | Les Sablons                                     | Les Sablons                                     |
| U-Bahn-Blockstelle (im Tunnel) |                      | Wende- und Abstellgleise                        | Wende- und Abstellgleise                        |
| U-Bahn-Bahnhof (im Tunnel) |                      | Porte Maillot (ab 15. November 1936)            | Porte Maillot (ab 15. November 1936)            |
| ehemalige U-Bahn-Blockstelle (im Tunnel) |                      | ehem. Betriebshof Maillot mit Wendeschleife     | ehem. Betriebshof Maillot mit Wendeschleife     |
| ehemaliger U-Bahn-Haltepunkt / Haltestelle (im Tunnel) |                      | Porte Maillot (bis 15. November 1936)           | Porte Maillot (bis 15. November 1936)           |
| U-Bahn-Haltepunkt / Haltestelle (im Tunnel) |                      | Argentine                                       | Argentine                                       |
| U-Bahn-Abzweig geradeaus und ehemals nach rechts (im Tunnel) |                      | ehem. Verbindungsgleis zur Linie 2              | ehem. Verbindungsgleis zur Linie 2              |
| U-Bahn-Bahnhof (im Tunnel) |                      | Charles de Gaulle – Étoile                      | Charles de Gaulle – Étoile                      |
| U-Bahn-Abzweig geradeaus und von rechts (im Tunnel) |                      | Verbindungsgleis zur Linie 6                    | Verbindungsgleis zur Linie 6                    |
| U-Bahn-Haltepunkt / Haltestelle (im Tunnel) |                      | George V                                        | George V                                        |
| U-Bahn-Bahnhof (im Tunnel) |                      | Franklin D. Roosevelt                           | Franklin D. Roosevelt                           |
| U-Bahn-Bahnhof (im Tunnel) |                      | Champs-Élysées – Clemenceau                     | Champs-Élysées – Clemenceau                     |
| U-Bahn-Abzweig geradeaus und nach rechts (im Tunnel) |                      | Verbindungsgleis zur Linie 8                    | Verbindungsgleis zur Linie 8                    |
| U-Bahn-Bahnhof (im Tunnel) |                      | Concorde                                        | Concorde                                        |
| U-Bahn-Haltepunkt / Haltestelle (im Tunnel) |                      | Tuileries                                       | Tuileries                                       |
| U-Bahn-Bahnhof (im Tunnel) |                      | Palais Royal – Musée du Louvre                  | Palais Royal – Musée du Louvre                  |
| U-Bahn-Haltepunkt / Haltestelle (im Tunnel) |                      | Louvre – Rivoli                                 | Louvre – Rivoli                                 |
| U-Bahn-Bahnhof (im Tunnel) |                      | Châtelet                                        | Châtelet                                        |
| U-Bahn-Bahnhof (im Tunnel) |                      | Hôtel de Ville                                  | Hôtel de Ville                                  |
| U-Bahn-Haltepunkt / Haltestelle (im Tunnel) |                      | Saint-Paul                                      | Saint-Paul                                      |
| U-Bahn-Bahnhof Streckenende und Streckenanfang (im Tunnel) |                      | Bastille                                        | Bastille                                        |
| U-Bahn-Abzweig geradeaus und von rechts (im Tunnel) |                      | Verbindungsgleis zur Linie 5                    | Verbindungsgleis zur Linie 5                    |
| U-Bahn-Bahnhof (im Tunnel) |                      | Gare de Lyon                                    | Gare de Lyon                                    |
| U-Bahn-Kreuzung mit Tunnelstrecke (im Tunnel) |                      | RER A                                           | RER A                                           |
| U-Bahn-Bahnhof (im Tunnel) |                      | Reuilly – Diderot                               | Reuilly – Diderot                               |
| U-Bahn-Abzweig geradeaus und ehemals nach links (im Tunnel) |                      | ehem. Verbindungsgleis zur Linie 2              | ehem. Verbindungsgleis zur Linie 2              |
| U-Bahn-Bahnhof (im Tunnel) |                      | Nation                                          | Nation                                          |
| U-Bahn-Abzweig geradeaus und von rechts (im Tunnel) |                      | Verbindungsgleis zur Linie 6                    | Verbindungsgleis zur Linie 6                    |
| U-Bahn-Abzweig geradeaus und ehemals von links (im Tunnel) |                      | ehem. Verbindungsgleis zur Linie 6              | ehem. Verbindungsgleis zur Linie 6              |
| U-Bahn-Haltepunkt / Haltestelle (im Tunnel) |                      | Porte de Vincennes                              | Porte de Vincennes                              |
| U-Bahn-Abzweig geradeaus und ehemals nach links (im Tunnel) |                      | ehem. Verbindungsgleis zum Betriebshof Charonne | ehem. Verbindungsgleis zum Betriebshof Charonne |
| U-Bahn-Kreuzung (im Tunnel) |                      | Petite Ceinture                                 | Petite Ceinture                                 |
| U-Bahn-Haltepunkt / Haltestelle (im Tunnel) |                      | Saint-Mandé                                     | Saint-Mandé                                     |
| U-Bahn-Kreuzung (im Tunnel) |                      | RER A                                           | RER A                                           |
| U-Bahn-Haltepunkt / Haltestelle (im Tunnel) |                      | Bérault                                         | Bérault                                         |
| U-Bahn-Bahnhof (im Tunnel) |                      | Château de Vincennes                            | Château de Vincennes                            |
| U-Bahn-Blockstelle (im Tunnel) |                      | Wende- und Abstellgleise                        | Wende- und Abstellgleise                        |
| U-Bahn-Kreuzung (im Tunnel) |                      | RER A                                           | RER A                                           |
| U-Bahn-Abzweig ehemals geradeaus und nach rechts (im Tunnel) |                      | Betriebshof Fontenay                            | Betriebshof Fontenay                            |
| U-Bahn-Strecke (außer Betrieb) (im Tunnel) |                      | Verlängerung nach Val de Fontenay               | Verlängerung nach Val de Fontenay               |

Die Linie 1 der Pariser Métro ist die älteste und nach der Linie 4 die am zweitstärksten frequentierte U-Bahn-Linie der Stadt. Sie verbindet auf ihrem Weg durch das Pariser Stadtzentrum die Stationen La Défense im Westen und Château de Vincennes im Osten. Seit Dezember 2012 wird sie ausschließlich von fahrerlosen Zügen bedient.

## Geschichte und Beschreibung

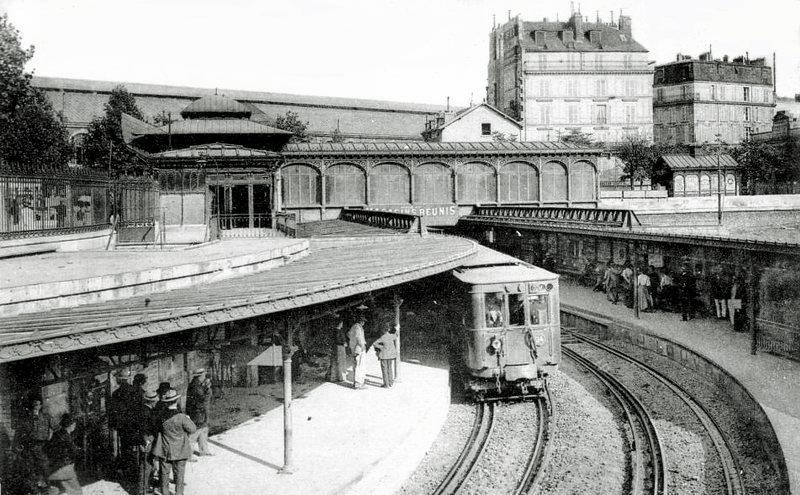
Kurve am Westkopf der Station Bastille mit Zug der Bauart Sprague-Thomson, Anfang 20. Jahrhundert

Die Linie 1 wurde als Linie A geplant und gebaut, erst im Zuge der Eröffnung erhielt sie ihre aktuelle Bezeichnung. Der Bau der Tunnel und Bahnsteige erfolgte durch die Stadt Paris, die mit ihr und den Zweiglinien B und C die Weltausstellung verkehrstechnisch erschließen wollte. Die Ausstellung fand zwischen dem 15. April und dem 12. November 1900 hauptsächlich auf dem Champ de Mars und den Jardins du Trocadéro sowie der Esplanade des Invalides statt.
Am 30. März 1898 wurde die Déclaration d’utilité publique (Erklärung der Gemeinnützigkeit) verkündet, im selben Jahr begannen die Bauarbeiten. Zum Bauleiter wurde der Chefingenieur des Brücken- und Straßenbauamts Fulgence Bienvenüe berufen. Der Bau der Betriebswerkstätten und der Kraftwerke, das Verlegen der Gleise, der Erwerb der Fahrzeuge und der Streckenausrüstung oblag dem künftigen Betreiber Compagnie du chemin de fer métropolitain de Paris (CMP).
Der geplante Eröffnungstermin im April 1900 konnte trotz aller Bemühungen nicht eingehalten werden. Ende Mai jenes Jahres war der östliche Abschnitt der Linie fertiggestellt. Am 7. Juni kam erstmals ein – aus einem Trieb- und einem Beiwagen bestehender – Zug auf die Strecke, die er von Porte de Vincennes bis Bastille befuhr. Ab dem 15. Juni begannen die Schulungsfahrten für des Personal, am 21. Juni war das Verlegen der Gleise abgeschlossen. An jenem Tag erreichte ein erster Versuchszug den Endbahnhof Porte Maillot. Die Arbeiten an der Signalisation, den Stationseinrichtungen und den Zugängen waren jedoch noch nicht abgeschlossen. Bei der Eröffnung der ersten Métrolinie am 19. Juli 1900 nach nur 17 Monaten Bauzeit konnten daher nur acht Stationen in Betrieb genommen werden.
Von den ersten Junitagen an verkehrten 16 Drei-Wagen-Züge ohne Fahrgäste auf der Strecke. Am 11. Juni wurde die Strecke von der zuständigen Kontrollbehörde ohne Einwände abgenommen. Vom zunächst geplanten Eröffnungstermin, dem 14. Juli 1900, wurde abgesehen, da man am Nationalfeiertag einen zu starken Zustrom an Fahrgästen befürchtete. Man verschob den Zeitpunkt der Eröffnung zunächst auf den 16. Juli und dann noch einmal um drei Tage.
Eröffnet wurde die Linie von Porte Maillot nach Porte de Vincennes schließlich am 19. Juli 1900 um 13 Uhr. Die Mittagszeit wurde gewählt, um einen möglichen Ansturm von Fahrgästen zu vermeiden. Ohnehin war aber die Weltausstellung das beherrschende Thema. Die Eröffnung der Métro ging somit weitgehend unbemerkt vonstatten, der Bevölkerung schien die Tragweite dieser Maßnahme kaum bewusst zu sein. Schnell reichten aber sechs Drei-Wagen-Züge pro Stunde und Richtung nicht mehr aus. Nach der Anlieferung weiterer Fahrzeuge konnte am 20. September der Takt auf sechs Minuten verkürzt werden. In den folgenden Wochen gingen die restlichen zehn Stationen, die zunächst ohne Halt durchfahren wurden, in Betrieb: Saint-Paul und Châtelet am 6. August, Concorde und Alma am 13. August, Reuilly und Louvre am 20. August, Tuileries und Marbeuf am 27. August, Étoile und Obligado am 1. September 1900.
Die Linie 1 durchquert die Stadt in Ost-West-Richtung. An beiden Endstationen existierten getrennte Bahnsteige für Abfahrt und Ankunft, die durch enge Wendeschleifen mit Radien von 30 Meter verbunden wurden. Dies war notwendig, da die ersten Züge aus nur einem Triebwagen und zwei angehängten Beiwagen bestanden. Am westlichen Ende der Station Bastille existiert die engste Streckenkurve des gesamten Métro-Netzes mit einem Radius von nur 38 Meter. Von den insgesamt achtzehn Stationen wurden zehn als Gewölbe ausgeführt, sieben hatten eine Metall-„Abdeckelung“, die Station Bastille befindet sich unter freiem Himmel über dem Canal Saint-Martin.
Im Dezember 1900 wurde, bei 130 000 Nutzern pro Tag, bereits der viermillionste Fahrgast befördert. Man beschloss, angemessen darauf zu reagieren, und verdichtete den Takt von sechs auf drei Minuten. Die Anzahl der Beiwagen je Zug wurde sukzessive von drei auf sechs erhöht, sie wurden nun von einem Triebwagen an jedem Zugende gezogen bzw. geschoben. Die 7,44 bis 8,88 Meter langen Fahrzeuge blieben zweiachsig, erhielten statt einflügeliger aber etwas breitere zweiflügelige Schiebetüren. Als Folge des Unfalls im Bahnhof Couronnes auf der Linie 2 am 10. August 1903 wurden die Fahrzeuge 1905 durch vierachsige Wagen, ab 1908 der Bauart Sprague-Thomson, ersetzt.
Zwischen dem 18. und dem 26. Januar 1910 stieg nach starken Regenfällen der Pegel der Seine von 2,65 Meter auf 8,62 Meter an. Nahe der Station Quai de la Rapée drang am 24. Januar Wasser in den Verbindungstunnel mit der Linie 5 ein und überflutete die Linie 1 auf einer Länge von 2000 Metern. Je nach Wasserstand wurde sie nur noch abschnittsweise befahren. Zwei Tage später wurde der U-Bahnhof Concorde vom im Bau befindlichen Tunnel der Linie 8 her überflutet, der unter Wasser stehende Abschnitt erreichte 5100 Meter. Ab dem 24. Februar 1910 konnte der Verkehr wieder ausgedehnt und am 13. März jenes Jahres die gesamte Strecke wieder befahren werden.

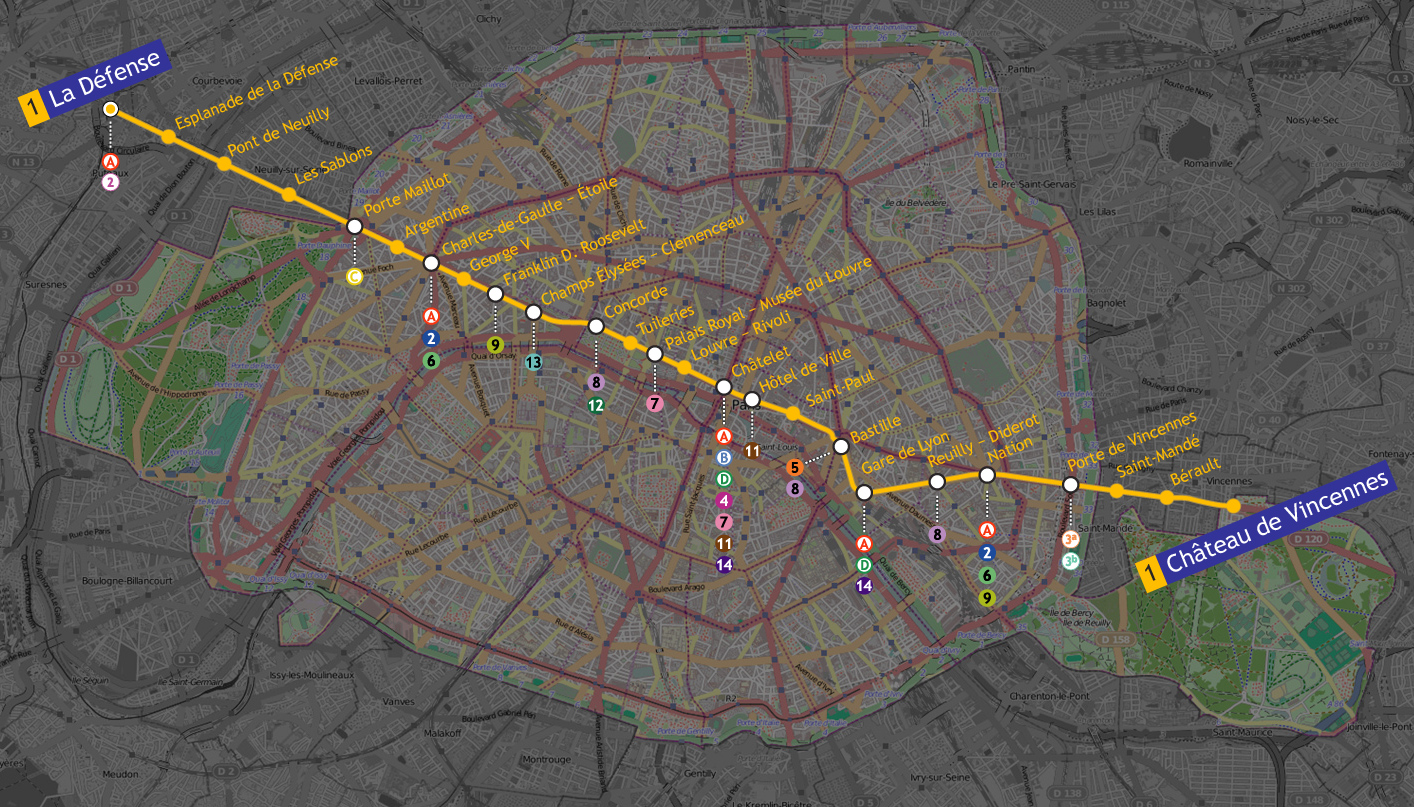
Linie 1: Linienplan

Eine Vereinbarung aus dem Jahr 1929 sah die Verlängerung des Métro-Netzes in die Vorstädte vor. Am 24. März 1934 ging als Folge die 2300 Meter lange östliche Erweiterung von Porte de Vincennes zum heutigen Endbahnhof Château de Vincennes in Betrieb. Dazu wurde die frühere Endstation Porte de Vincennes umgebaut, am neuen Endpunkt entstand der Betriebshof Fontenay-sous-Bois.
Die nächste Erweiterung wurde am 29. April 1937 vorgenommen, sie führte im Westen von Porte Maillot nach Pont de Neuilly. Hier wurde der alte Endbahnhof aufgegeben und am 15. November 1936 ein neuer in Betrieb genommen. Die Métro unterfährt die alte Wendeschleife, die 1992 von der RATP in einen privaten Vorführraum namens „Espace Maillot“ umgewandelt wurde. Ein Sprague-Thomson-Wagen wurde als Ausstellungsobjekt dorthin gebracht.
Am 1. April 1992 wurde die Strecke erneut verlängert: von Pont de Neuilly nach La Défense (Grande Arche). Der Endbahnhof La Défense der Métro ist Umsteigebahnhof zur Linie A des S-Bahn-Netzes Réseau Express Régional (RER), zu Vorortzügen des Transilien und zur Straßenbahnlinie T2. Westlich der Station Pont de Neuilly kommt die Métro an die Oberfläche, überquert in der Mitte der Nationalstraße 13 die Seine und verschwindet dann wieder unter die Erde.

## Fahrzeugeinsatz und technische Neuerungen

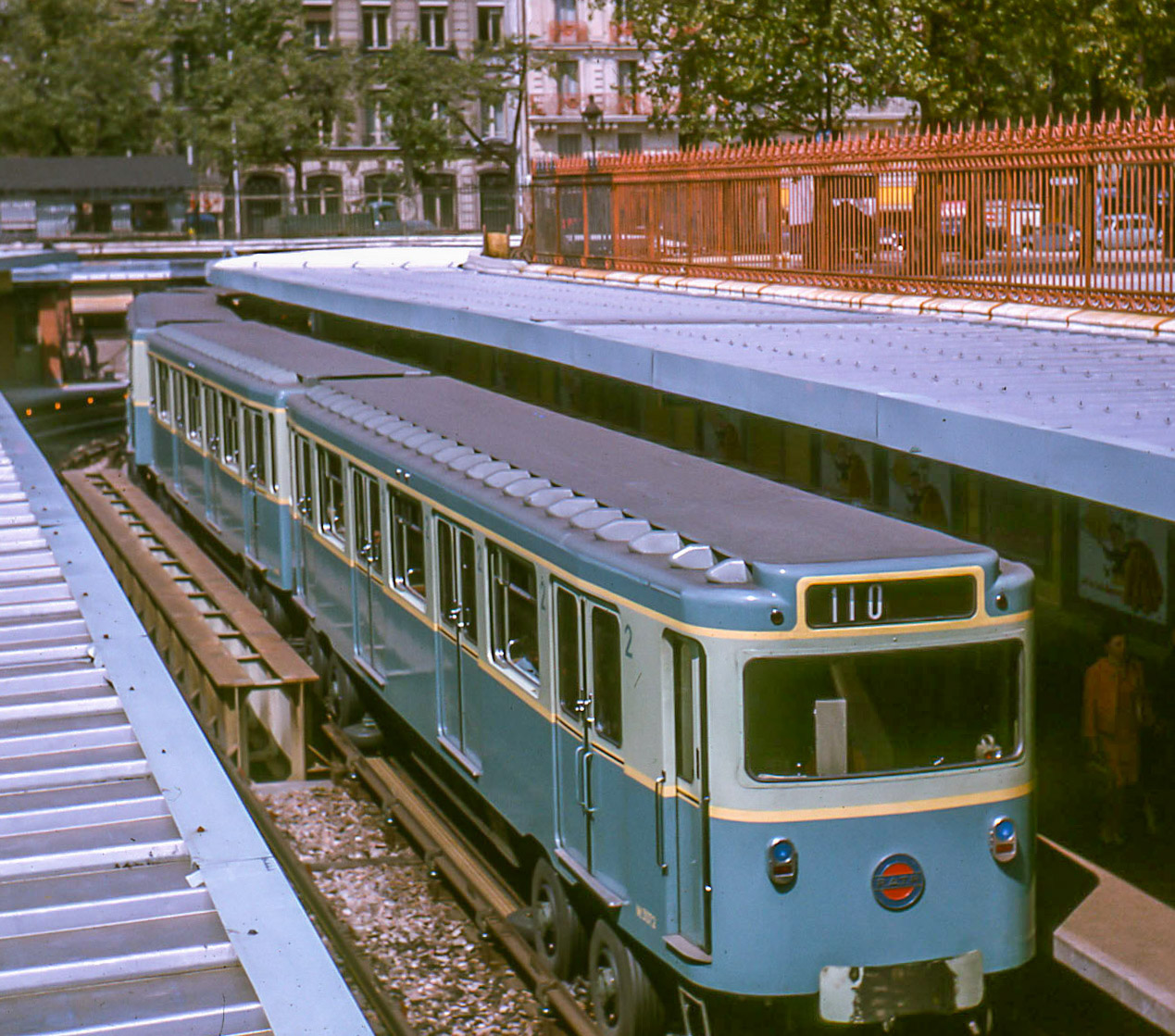
Station Bastille mit Zug der Baureihe MP 59, 1964

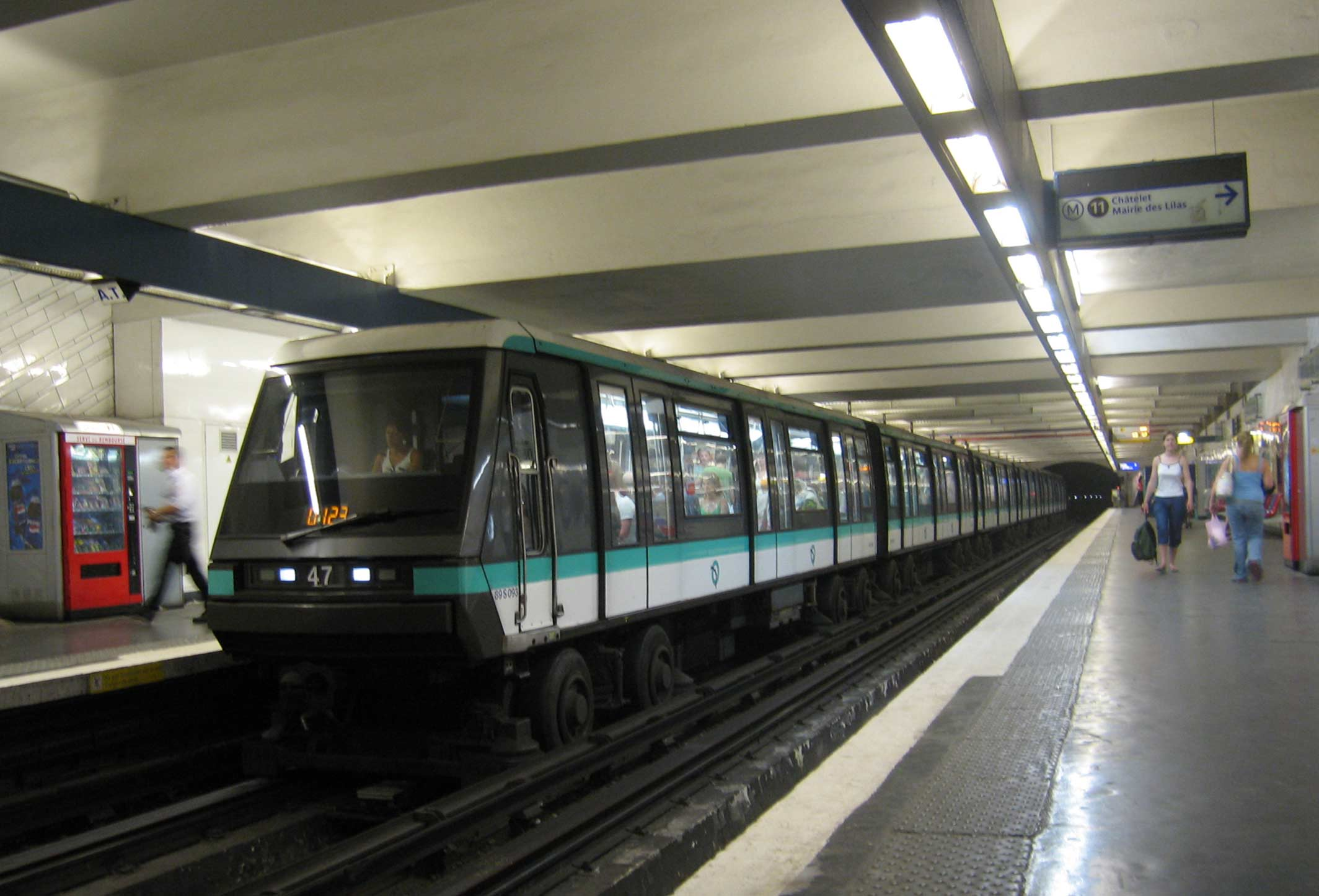
Zug der Baureihe MP 89 in der Station Hôtel de Ville

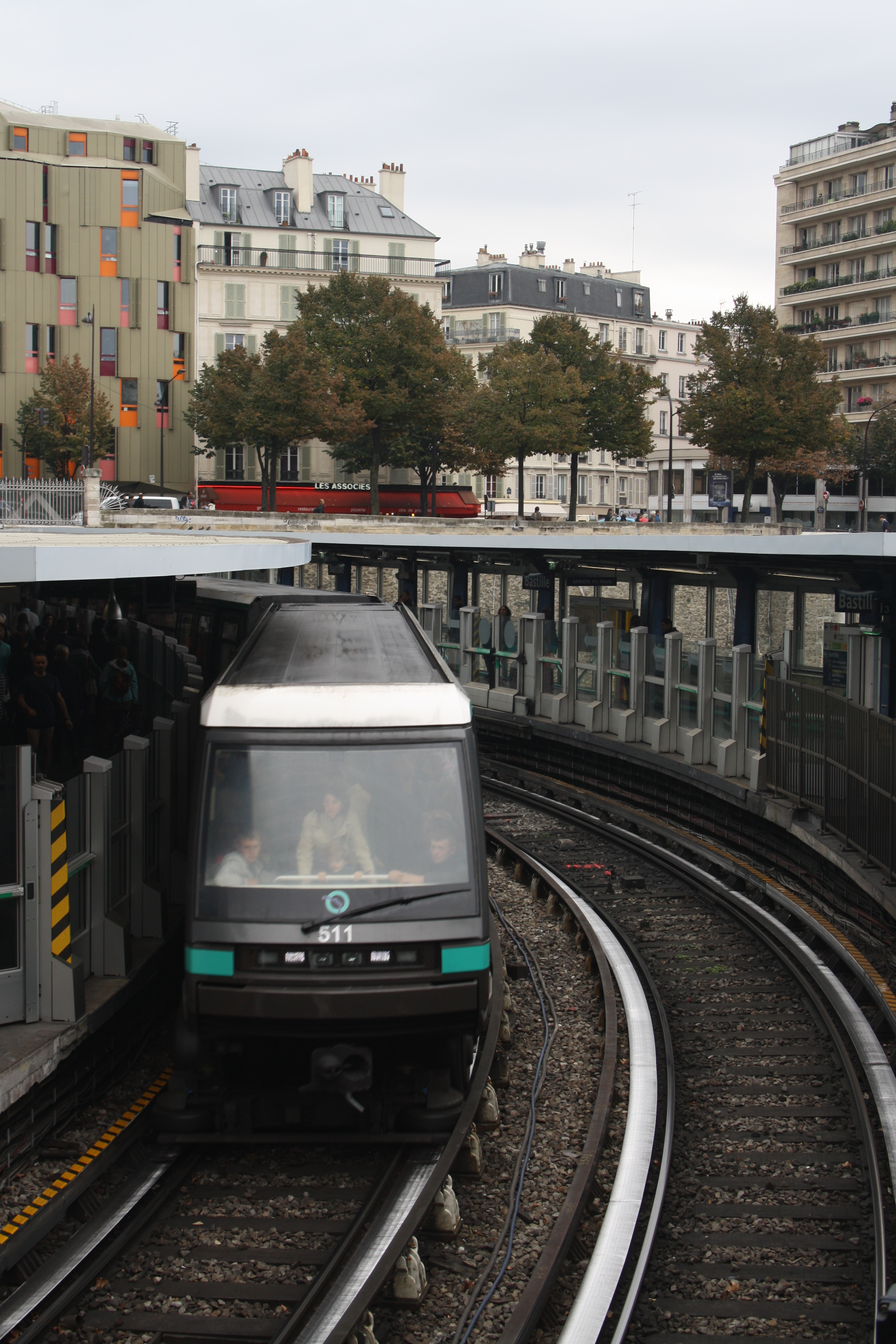
Station Bastille mit Bahnsteigtüren, automatischer Zug der Baureihe MP 05

Als die damals meistgenutzte Linie der Métro wurde die Linie 1 als erste für Fahrzeuge umgebaut, die auf mit Stickstoff gefüllten Gummireifen laufen. Dies geschah zwischen dem 30. Mai 1963 und Dezember 1964, während dieses Zeitraums gab es einen Mischbetrieb von Sprague-Thomson-Zügen und neuem Rollmaterial der Baureihe MP 59. 1967 kamen die zentralisierte Betriebsführung (PCC) und die teilautomatisierte Steuerung Pilotage automatique hinzu. 1997 wurden die alten Fahrzeuge der Generation MP 59 durch solche der Bauart MP 89 CC abgelöst.
Zwischen Mai 2011 und Dezember 2012 erfolgte die Umstellung auf automatischen, fahrerlosen Betrieb mit Zügen der Baureihe MP 05. Aus diesem Grund wurden alle Stationen bereits zwischen 2009 und 2011 mit Bahnsteigtüren ausgerüstet. Die Züge der Baureihe MP 89 werden nun auf der Linie 4 eingesetzt.

## Umbenennungen von Stationen
Im Lauf der mehr als hundertjährigen Geschichte der Pariser Metro änderte sich die offizielle Bezeichnung einer ganzen Reihe von Stationen. Einige Stationen wurden sogar mehrmals umbenannt. Auf der Linie 1 sind folgende Stationen betroffen:
| heutiger Name                  | seit | frühere(r) Name(n)                                                 |
| ------------------------------ | ---- | ------------------------------------------------------------------ |
| George V                       | 1920 | Alma                                                               |
| Reuilly – Diderot              | 1931 | Reuilly                                                            |
| Champs-Élysées – Clemenceau    | 1931 | Champs-Élysées                                                     |
| Franklin D. Roosevelt          | 1946 | bis 1942: Marbeuf 1942–46: Marbeuf - Rond-Point des Champs-Élysées |
| Argentine                      | 1948 | Obligado                                                           |
| Charles de Gaulle – Étoile     | 1970 | Étoile                                                             |
| Palais Royal – Musée du Louvre | 1989 | Palais Royal                                                       |
| Louvre – Rivoli                | 1989 | Louvre                                                             |
| Saint-Mandé                    | 2002 | bis 1937: Tourelle 1937–2002: Saint-Mandé – Tourelle               |

## Geplante Streckenverlängerungen
Im Jahr 2013 genehmigte das Syndicat des transports d’Île-de-France (STIF) eine Verlängerung der Linie 1 nach Osten. Die Strecke erhält drei Stationen, der erste Bahnhof Les Rigollots wird sich an der Stadtgrenze von Vincennes und Fontenay-sous-Bois befinden. Die neue Endstation wird Val de Fontenay am gleichnamigen RER-Bahnhof sein. Das STIF hatte zunächst drei verschiedene Streckenvarianten vorgeschlagen. Nach einer Bürgeranhörung wurde zunächst eine Variante verworfen, für die beiden anderen wurden weitergehende Untersuchungen angestellt hinsichtlich Anbindung des Busverkehrs, zu erwartendes Verkehrsaufkommen, Machbarkeit. Die Entscheidung fiel im Oktober 2016 zugunsten der nördlichen der beiden verbliebenen Varianten. Der mittlere Halt soll nun in Nähe der Stadtgrenze von Fontenay-sous-Bois und Montreuil errichtet werden.
Eine Verlängerung in westlicher Richtung von La Défense bis nach Nanterre ist zwar im Gespräch, es ist aber durchaus möglich, dass diese Strecke letzten Endes von der Linie 15 des geplanten Grand Paris Express übernommen wird.